# حارة التعاون العربي (صنعاء)
حارة التعاون العربي هي إحدى حارات حي السواد الشمالي بمديرية السبعين إحد مديريات العاصمة اليمنية صنعاء، بلغ تعداد سكانها 4226 نسمة حسب تعداد اليمن لعام 2004.